# نووروسوف
نووروسوف (به لاتین: Novorusov) یک منطقهٔ مسکونی در روسیه است که در آدیغیه واقع شده‌است.